# 十万个冷笑话2
《十万个冷笑话2》（One Hundred Thousand Bad Jokes II）是一部中国大陆制作的动画电影，改编自网络漫画《十万个冷笑话》。